# 무조건적 선택
무조건적 선택(unconditional election), 주권적 선택(sovereign election) 또는 무조건적 은혜(unconditional grace)는 예정과 관련된 칼뱅주의 교리로, 세상을 창조하기 전에 하나님이 어떤 사람들은 구원을 받도록 예정하셨고, 택하신 자들과 나머지 사람들을 예정하셨을 때 하나님의 행동과 동기를 설명하는 것이다. 그들은 계속해서 죄를 짓고 성경의 구약과 신약에 요약되어 있는 하나님의 율법을 범한 것에 대한 정당한 형벌, 즉 영원한 저주를 받게 되었다. 하나님께서는 그러한 사람들과 관련된 어떤 조건이나 특성과는 별개로 그분 자신의 목적에 따라 이러한 선택을 하셨다.
무조건적 선택에 대한 반대 견해는 조건부 선택에 대한 알미니안적 견해, 즉 하나님이 영원한 구원을 위해 하나님이 미리 아시는 사람들을 선택하여 그리스도를 믿는 믿음으로 하나님의 선행적 은혜에 응하기 위해 자유 의지를 행사할 것이라는 믿음이다. 하나님의 택하심은 변경할 수 없는 분명한 목적, 곧 믿을 자들을 택하시기 위한 것이었다.

## 같이 보기
- 예정